# Atilla Karaoğlan
Atilla Karaoğlan (Adapazarı, 22 juni 1986) is een Turks voetbalscheidsrechter. Hij is in dienst van FIFA en UEFA sinds 2022. Ook leidt hij sinds 2019 wedstrijden in de Süper Lig.
Op 26 augustus 2019 leidde Karaoğlan zijn eerste wedstrijd in de Turkse nationale competitie. Tijdens het duel tussen Gaziantep en Gençlerbirliği (4–1) trok de leidsman tweemaal de gele en tweemaal de rode kaart. In Europees verband debuteerde hij tijdens een wedstrijd tussen Aarhus GF en Club Brugge in de tweede voorronde van de UEFA Europa Conference League; het eindigde in 1–0 en de scheidsrechter gaf zes spelers geel. Zijn eerste interland floot hij op 16 oktober 2023, toen Rusland met 2–2 gelijkspeelde tegen Kenia door doelpunten van Aleksandr Sobolev en Ivan Obljakov en tegentreffers van Teddy Akumu en Masoud Juma. Tijdens deze wedstrijd deelde Karaoğlan aan vijf spelers een gele kaart uit.

## Interlands
| Datum           | Plaats                  | Wedstrijd               | Uitslag | Competitie             | Kreeg geel | Kreeg voor de tweede keer geel en dus rood | Weggestuurd |
| --------------- | ----------------------- | ----------------------- | ------- | ---------------------- | ---------- | ------------------------------------------ | ----------- |
| 16 oktober 2023 | Aksu, Turkije           | Rusland – Kenia         | 2 – 2   | Vriendschappelijk      | 5          | 0                                          | 0           |
| 4 juni 2024     | Boekarest, Roemenië     | Roemenië – Bulgarije    | 0 – 0   | Vriendschappelijk      | 2          | 0                                          | 0           |
| 15 oktober 2024 | Zalaegerszeg, Hongarije | Wit-Rusland – Luxemburg | 1 – 1   | Nations League 2024/25 | 7          | 0                                          | 0           |
| 6 juni 2025     | Boedapest, Hongarije    | Hongarije – Zweden      | 0 – 2   | Vriendschappelijk      | 4          | 0                                          | 0           |

Laatst bijgewerkt op 7 juni 2025.